# Gmina Ośno Lubuskie
Die Gmina Ośno Lubuskie ist eine Stadt-und-Land-Gemeinde im Powiat Słubicki der Woiwodschaft Lebus in Polen. Ihr Sitz ist die gleichnamige Stadt (deutsch Drossen) mit etwa 3900 Einwohnern.

## Geographie
Die Gemeinde mit einem Gebiet von 198 km² liegt 12 Kilometer östlich der Stadt Lebus an der Lenka (Lenzebach). Der 40 Hektar große Reczynek (Röthsee) nördlich der Stadt gehört zu einem Erholungs- und Badegebiet. Vier Kilometer westlich von Ośno erstreckt sich ein Tal, das auf einer Fläche von 2300 Hektar sieben Seen umfasst.

## Gliederung
Die Stadt-und-Land-Gemeinde (gmina miejsko-wiejska) Ośno Lubuskie hat etwa 6400 Einwohner. Dazu zählen die Dörfer (deutsche Namen, amtlich bis 1945):
- Grabno-Rosławice (Buchholz)
- Gronów (Grunow)
- Kochań (Linaberg)
- Lubień (Lieben[2])
- Ośno Lubuskie  (Drossen)
- Podośno (Karishöhe[3])
- Połęcko (Polenzig)
- Radachów  (Radach)
- Lipienica (Lippenze)
- Sienno (Seefeld)
- Smogóry (Schmagorei, 1936–1945 Treuhofen[4])
- Świniary (Zweinert)
- Trześniów (Klein Kirschbaum) mit Herrenhaus Klein Kirschbaum

Weitere Ortschaften und Siedlungen in der Gemeinde sind:
- Bądecz (Vorwerk Frauenhof)
- Broczek (Reichsgarten)
- Ciągliny (An der Werderheide)
- Grabienko (Buchholzer Mühle)
- Gronów (Heideberg)
- Kochań (Linaberg)
- Kokoszczyn (Drägerslust)
- Kwaśniewo (Elisabethhöhe)
- Kwietnica (Waldschlößchen)
- Lipienica (Lippenze)
- Lipowiec (Riegesheim)
- Lubocin (Liebenstein)
- Maziążki (Hoheneichen)
- Podgórze (Weinberg)
- Podosono (Ullrichs Vorwerk)
- Pokrzywka (Hammermühle)
- Rosławice (Waidgarten)
- Rożkowo (Röskes Vorwerk)
- Rzepiska (Kupferhammer)
- Smolnik (Schmollings Abbau)
- Stary Młyn (Vormühle)
- Szczawinek (Siegeshof)
- Szczuka (Hintermühle)
- Torań (Karlshöhe)
- Utrata (Walkmühle)
- Wierzbowiec (Mittelmühle)

## Persönlichkeiten
- Curt von Pappritz (1854–1932), preußischer Gutsbesitzer, Politiker und Mitglied des Preußischen Herrenhauses; geboren in Radach
- Hugo Willich (* 1859), Autor, Musiker und Seminarlehrer; geboren in Radach
- Anna Pappritz (1861–1939), Schriftstellerin, Frauenrechtlerin und Abolitionistin; geboren in Radach.